# HMS Humber (1913)
Pour les autres navires du même nom, voir HMS Humber.
Le HMS Humber était un monitor de classe Humber de la Royal Navy. Construit à l’origine par Vickers pour le Brésil sous le nom de Javari, il a été acheté par la Royal Navy en 1914, lors du déclenchement de la Première Guerre mondiale, avec ses sister-ships Severn et Mersey.

## Engagements
Le HMS Humber prit part aux opérations le long de la côte belge, d’octobre à novembre 1914. En mars 1915, il a été remorqué jusqu’à Malte et il est arrivé au large de Gallipoli en juin. Il reste dans les eaux égyptiennes jusqu’en août 1917. Le navire est ensuite devenu un navire de garde à Aqaba, avant d’être envoyé à Moudros en octobre 1918 et à Izmit, en Turquie, où il arrive le 12 novembre.
Le HMS Humber est retourné en Angleterre en mars 1919, et a été réaménagé avant d’être remorqué jusqu’à Mourmansk en mai 1919, pour servir avec les forces britanniques dans la guerre civile russe. Il quitte Arkhangelsk en septembre 1919 et est remorqué en Angleterre pour être vendu. Le HMS Humber a été vendu le 17 septembre 1920 à F. Rijsdijk, et converti en navire-grue. Il était encore à flot en 1938 et a probablement été démantelé après 1945.